# رود اورازان
 رود اورازان یک رود در حوضه آبریز دریاچه نمک در استان البرز ایران است که از البرز سرچشمه می‌گیرد. این رود در ارتفاع ۱۸۹۱ متری واقع شده است.